# Bertus Johannes Zoetemeijer
Bertus Johannes Zoetemeijer (Klaten, Nederlands-Indië, 22 maart 1917 – Leiden, 26 maart 1999) was een Nederlandse burgemeester tijdens de Tweede Wereldoorlog voor de NSB.

## Leven en werk
De in Nederlands-Indië geboren Zoetemeijer studeerde in de jaren dertig van de 20e eeuw indologie aan de Rijksuniversiteit Leiden. Na zijn afstuderen werd hij ambtenaar op het departement van Voorlichting en Kunsten. In februari 1945 werd hij aangesteld als ambtenaar bij de gemeente Peize en in maart van datzelfde jaar werd hij benoemd tot opvolger van Ludolf Jan Zandt als waarnemend burgemeester van Gieten. Deze functie zou hij slechts enkele weken uitoefenen. Hij maakte weinig indruk en werd door de Gieter ambtenaren "koekebakker" genoemd. Op 13 april 1945 werd Gieten bevrijd. Zoetemeijer overleed in maart 1999 op 82-jarige leeftijd in Leiden.